# Eldora Speedway
O Eldora Speedway é um autódromo localizado em New Weston, no estado de Ohio, nos Estados Unidos, o circuito é no formato oval com piso de terra com 0,5 milhas (0,804 km) de extensão com até 24 graus de inclinação nas curvas, foi inaugurado em 1954 e atualmente recebe provas da NASCAR Truck Series, sendo o único oval de terra da categoria.